# Vini Zabù
El Vini Zabù (codi UCI: THR) és un equip ciclista italià de ciclisme en ruta creat el 2009. Té categoria d'equip continental professional, per la qual cosa pot disputar les proves dels circuits continentals de ciclisme, alhora que pot ser convidat a prendre part en les curses de l'UCI WorldTour.

## Història
L'origen de l'equip es troba en l'equip ucraïnès de categoria continental ISD Sport Donetsk creat el 2007 i que el 2010 passà a anomenar-se ISD Continental. El 2009 es creà el nou equip italià ISD en una categoria superior, la professional continental, heretant part de l'estructura de l'equip ucraïnès, però mantenint els dos equips.
En la seva primera temporada Giovanni Visconti guanyà l'UCI Europa Tour, títol que revalidà les dues temporades següents.
El 2011 l'equip fixà la seva residència al Regne Unit, alhora que canviava de patrocinador per passar a anomenar-se Farnese Vini-Neri Sottoli. D'aleshores ençà l'equip ha anat canviant de nom cada temporada: Farnese Vini-Sella Italia el 2012, Vini Fantini-Sella Italia el 2013, Yellow Fluo i Neri Sottoli el 2014, Southeast el 2015, Wilier Triestina-Southeast el 2016, Wilier Triestina-Selle Italia el 2017 i 2018, Neri Sottoli-Selle Italia-KTM el 2019, Vini Zabù-KTM el 2020 i Vini Zabù el 2021.

## Principals resultats

### Curses per etapes
- Tour del Llemosí: 2020 (Luca Wackermann)

### Grans voltes
- Giro d'Itàlia
  - 10 participacions (2009, 2011, 2012, 2013, 2014, 2015, 2016, 2017, 2018, 2020)
  - 3 victòries d'etapa:
    - 1 el 2011: Oscar Gatto
    - 2 el 2012: Matteo Rabottini, Andrea Guardini
    - 1 el 2013: Mauro Santambrogio[1]

  - Classificacions secundàries:
    - Gran Premi de la muntanya: Matteo Rabottini (2012)

### Campionats nacionals
- Campió d'Albània en contrarellotge: Eugert Zhupa (2015, 2016)
- Campió d'Albània en ruta: Eugert Zhupa (2016)
- Campió d'Itàlia en ruta: Giovanni Visconti (2010, 2011)
- Campió de Sèrbia en contrarellotge: Veljko Stojnić (2020)
- Campió d'Ucraïna en contrarellotge: Andrí Hrivko (2009)

## Composició de l'equip 2021
| Ciclista             | Data de naixement | País          | Equip any anterior           |
| -------------------- | ----------------- | ------------- | ---------------------------- |
| Andrea Bartolozzi    | 03/05/1999        | Itàlia        | Vini Zabù-KTM                |
| Liam Bertazzo        | 17/02/1992        | Itàlia        | Vini Zabù-KTM                |
| Mattia Bevilacqua    | 17/06/1998        | Itàlia        | Vini Zabù-KTM                |
| Simone Bevilacqua    | 22/02/1997        | Itàlia        | Vini Zabù-KTM                |
| Matteo De Bonis      | 26/09/1995        | Itàlia        | Vini Zabù-KTM                |
| Andrea Di Renzo      | 24/01/1995        | Itàlia        | Vini Zabù-KTM                |
| Marco Frapporti      | 30/03/1985        | Itàlia        | Vini Zabù-KTM                |
| Roberto González     | 21/05/1994        | Panamà        | Vini Zabù-KTM                |
| Kamil Gradek         | 17/09/1990        | Polònia       | CCC Team                     |
| Alessandro Iacchi    | 26/05/1999        | Itàlia        | Vini Zabù-KTM                |
| Jakub Mareczko       | 30/04/1994        | Itàlia        | CCC Team                     |
| Davide Orrico        | 17/02/1990        | Itàlia        | Team Vorarlberg-Santic       |
| Daniel Pearson       | 26/02/1994        | Regne Unit    | Canyon dhb p/b Soreen        |
| Jan Petelin          | 02/07/1996        | Luxemburg     | Vini Zabù-KTM                |
| Joab Schneiter       | 06/08/1998        | Suïssa        | Swiss Racing Academy         |
| Riccardo Stacchiotti | 08/11/1991        | Itàlia        | Vini Zabù-KTM                |
| Veljko Stojnić       | 04/02/1999        | Sèrbia        | Vini Zabù-KTM                |
| Leonardo Tortomasi   | 21/01/1994        | Itàlia        | Vini Zabù-KTM                |
| Wout van Elzakker    | 14/11/1998        | Països Baixos | Team Differdange-GeBa (2019) |
| Etienne van Empel    | 14/04/1994        | Països Baixos | Vini Zabù-KTM                |
| Edoardo Zardini      | 02/11/1989        | Itàlia        | Vini Zabù-KTM                |

## Classificacions UCI

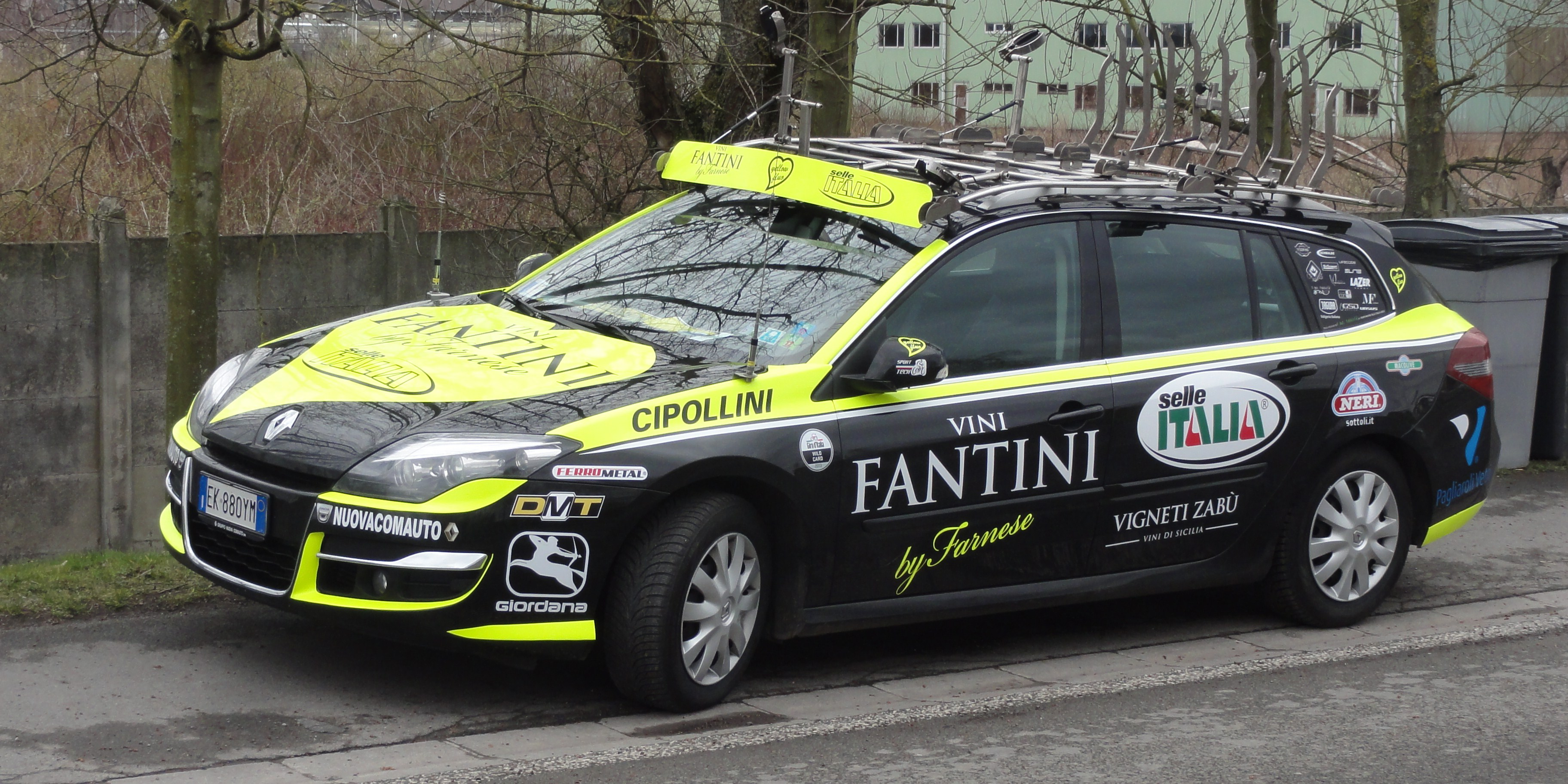
Vehiclie de l'equip al 2013

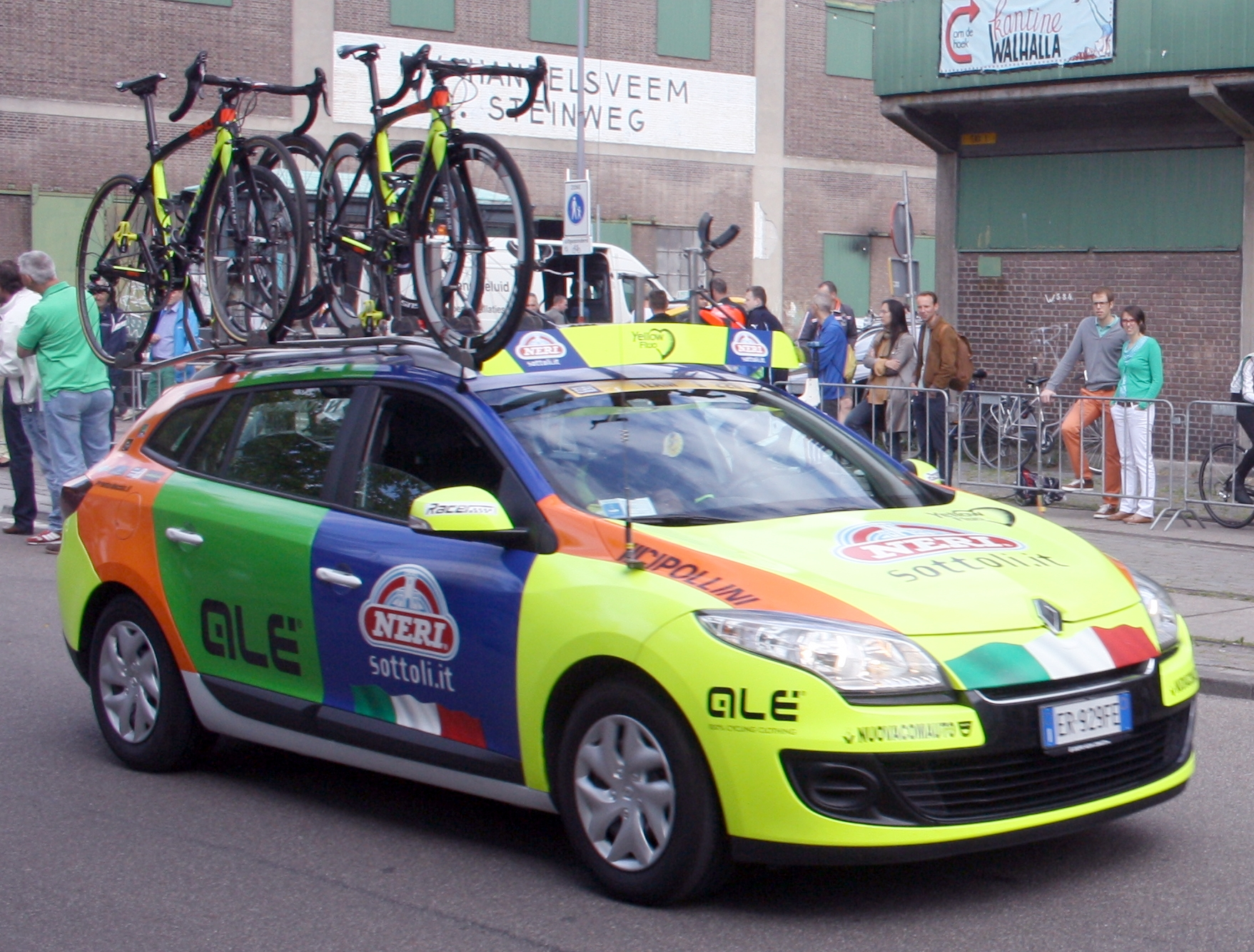
Vehiclie de l'equip al 2014

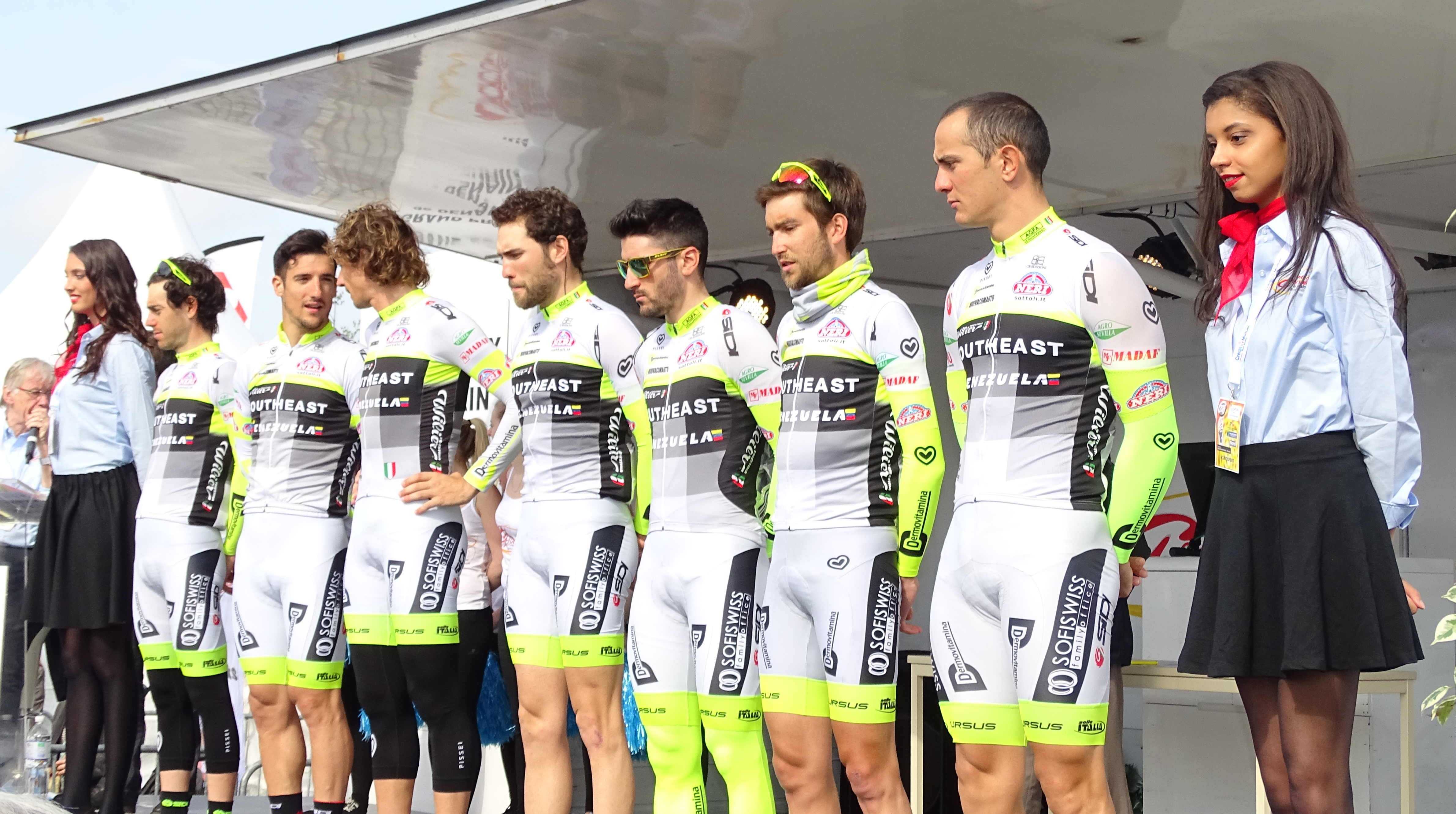
L'equip al 2016

El 2009 l'equip participa en les proves del calendari de l'UCI Europa Tour. Giovanni Visconti guanya la classificació general i l'equip queda cinquè en la classificació per equips. Aquesta taula presenta les classificacions de l'equip als circuits, així com el seu millor corredor en la classificació individual.
Al mateix temps l'equip és convidat en algunes proves del Calendari mundial, en el qual finalitza en 34a i darrera posició, amb 3 punts.
El 2010 Giovanni Visconti revalida el seu triomf i l'equip finalitza en 3a posició.
UCI Àfrica Tour
| Temporada | Classificació per equips | Millor ciclista en la classificació individual |
| --------- | ------------------------ | ---------------------------------------------- |
| 2018      | 11è                      | Ilia Koshevoy (45è)                            |

UCI Amèrica Tour
| Temporada | Classificació per equips | Millor ciclista en la classificació individual |
| --------- | ------------------------ | ---------------------------------------------- |
| 2009      | 21è                      | Andrí Hrivko (102è)                            |
| 2012      | 20è                      | Rafael Andriato (42è)                          |
| 2013      | 13è                      | Mauro Santambrogio (80è)                       |
| 2014      | 15è                      | Rafael Andriato (81è)                          |
| 2015      | 23è                      | Jakub Mareczko (65è)                           |
| 2016      | 27è                      | Yonder Godoy (201è)                            |
| 2017      | 49è                      | Julen Amezqueta (395è)                         |

UCI Àsia Tour
| Temporada | Classificació per equips | Millor ciclista en la classificació individual |
| --------- | ------------------------ | ---------------------------------------------- |
| 2009      | 40è                      | Denys Kostyuk (161è)                           |
| 2010      | 22è                      | Pierpaolo De Negri (108è)                      |
| 2011      | 5è                       | Andrea Guardini (8è)                           |
| 2012      | 10è                      | Andrea Guardini (3r)                           |
| 2013      | 11è                      | Francesco Chicchi (15è)                        |
| 2014      | 52è                      | Francesco Chicchi (144è)                       |
| 2015      | 5è                       | Jakub Mareczko (2n)                            |
| 2016      | 16è                      | Jakub Mareczko (18è)                           |
| 2017      | 2n                       | Jakub Mareczko (3r)                            |
| 2018      | 5è                       | Jacopo Mosca (11è)                             |

UCI Europe Tour
| Temporada | Classificació per equips | Millor ciclista en la classificació individual |
| --------- | ------------------------ | ---------------------------------------------- |
| 2009      | 5è                       | Giovanni Visconti (1r)                         |
| 2010      | 3r                       | Giovanni Visconti (1r)                         |
| 2011      | 6è                       | Giovanni Visconti (1r)                         |
| 2012      | 14è                      | Oscar Gatto (41è)                              |
| 2013      | 7è                       | Mauro Santambrogio (21è)                       |
| 2014      | 4t                       | Mauro Finetto (5è)                             |
| 2015      | 9è                       | Manuel Belletti (13è)                          |
| 2016      | 13è                      | Filippo Pozzato (38è)                          |
| 2017      | 33è                      | Manuel Belletti (162è)                         |
| 2018      | 45è                      | Simone Velasco (345è)                          |
| 2019      | 10è                      | Giovanni Visconti (63è)                        |
| 2020      | 10è                      | Lorenzo Rota (126è)                            |

UCI Oceania Tour
| Temporada | Classificació per equips | Millor ciclista en la classificació individual |
| --------- | ------------------------ | ---------------------------------------------- |
| 2009      | 17è                      | Simon Clarke (30è)                             |

Des del 2009 s'establí la classificació mundial.
| Temporada | Classificació per equips | Millor ciclista en la classificació individual |
| --------- | ------------------------ | ---------------------------------------------- |
| 2009      | 34è                      | Igor Abakoumov (246è)                          |

El 2016 la Classificació mundial UCI passa a tenir en compte totes les proves UCI. Durant tres temporades existeix paral·lelament amb la classificació UCI World Tour i els circuits continentals. A partir del 2019 substitueix definitivament la classificació UCI World Tour.
| Temporada | Classificació per equips | Millor ciclista en la classificació individual |
| --------- | ------------------------ | ---------------------------------------------- |
| 2016      | -                        | Filippo Pozzato (107è)                         |
| 2017      | -                        | Jakub Mareczko (138è)                          |
| 2018      | -                        | Jakub Mareczko (247è)                          |
| 2019      | 29è                      | Giovanni Visconti (76è)                        |
| 2020      | 30è                      | Lorenzo Rota (153è)                            |